# Курганне (Курманський район)
Курга́нне (до 1948 року — Костель; крим. Köstel) — село Курманського району Автономної Республіки Крим.

## Населення
За переписом населення України 2001 року в селі мешкали 32 особи.

### Мова
Розподіл населення за рідною мовою за даними перепису 2001 року:
| Мова              | Відсоток |
| ----------------- | -------- |
| кримськотатарська | 43,75 %  |
| російська         | 34,38 %  |
| українська        | 21,88 %  |